# FB Alpha
O FB Alpha , também conhecido por FinalBurn Alpha ou simplesmente FBA, é um emulador de código aberto das placas Capcom modelos CPS-1, 2 e 3, além de outras placas de arcade como a do SNK Neo-Geo, Toaplan, Cave e várias outras. As últimas versões do emulador trazem ainda a possibilidade de emular os consoles Mega Drive e Super NES, ainda em aperfeiçoamento mas com jogabilidade satisfatória. O sucesso do emulador fez com que houvesse a criação de ports para o XBox 360 e PlayStation 3, sob o nome de FBANext.

## Histórico
O projeto partiu do extinto emulador FinalBurn desenvolvido por Dave, um programador que o publicou no dia 31 de agosto do ano 2000. O emulador, a princípio, servia apenas para o jogo AfterBurner, mas logo recebeu outros ports de clássicos da Sega, como o Rail Chase e o Galaxy Force 2. Nessa mesma época, outro desenvolvedor, desta vez conhecido por Razoola, do site CPS-2 Shock estava próximo de conseguir o decrypting da placa Capcom conhecida como CPS-2, concluindo o trabalho no dia 3 de janeiro de 2001; fato que permitiu Dave publicar sua versão do FinalBurn que rodava o jogo Street Fighter Zero e dar início a toda uma geração de emuladores de placas Capcom. Com o tempo, o FinalBurn foi abandonado e seu código foi publicado sob uma licença livre, servindo então de base para vários forks, como o "FinalBurn Evolution" e o "FinalBurn Shufle", que reiteradamente desrespeitou a licença original. Além deles, o "FinalBurn Alpha" se apresenta como o fork que mais tem se destacado e que se mantém ativo e, atualmente, o "FinalBurn Alpha Team", que desenvolve o FB Alpha, é composto por BarryHarris, Jan_Klaassen, KEV, LoopMaster, Mike Haggar, Hyper Yagami, iq_132 e Ayeye.

## Emulação

### Sistemas
Arcades
- Atari
- Capcom
  - CPS-1, 2 e 3
- Cave
- Galaxian e similares
- Irem
- Kaneko 16
- Konami
- Neo-Geo
- Pacman e similares
- PGM
- Psikyo 68EC020 e similares
- Sega
  - System 1, 16 e 18, X e Y-Board
- Toaplan
  - Toaplan 1 e 2
- Taito
  - Taito F2, X e Z

Consoles
- Mega Drive
- PC Engine
- Super NES
- TurboGrafx-16

### CPUs
- ARM
- ARM7
- DECO16
- H6280
- HD6309
- HD63701
- HD63705
- I8035
- I8048
- I8749
- Konami CPU
- MB8884
- M58715
- M65C02
- M65SC02
- M6510
- M6510T
- M680EC20
- M6801
- M6802
- M6803
- M6808
- M6805
- M6809
- M7501
- M8502
- M68000
- M68008
- M68010
- M68020
- M68705
- N2A03
- N7751
- NSC8105
- S2650
- SH2
- V20
- V25
- V30
- V33
- V35
- Z80

### Áudio
- AY8910
- C6280
- DAC
- ES5505
- ES5506
- ES8712
- Y8950
- YM2151
- YM2203
- YM2413
- YM2608
- YM2610
- YM2612
- YM3526
- YM3812
- YMF278b
- YMZ280b
- ICS2115
- irem ga20
- K007232
- K051649
- K053260
- K054539
- MSM5205
- MSM6295
- NAMCO
- rf5c68
- saa1099
- WAV samples
- SEGA PCM
- SN76496
- SN76489
- SN76494
- UPD7759
- X1010